# Chacha-warmi
El chacha-warmi (hombre-mujer) es un neologismo en lengua quechua utilizado para referirse a un código de conducta basado en el principio de dualidad y de lo complementario en los sexos  Este principio es el que regía el matrimonio de los aimaras desde la época precolombina, que siempre tuvo una naturaleza monógama. Los cónyuges asumían un rol dual de beneficios y responsabilidades compartidas ante la sociedad y sus familias.

## Equidad de género
Se utiliza especialmente en el contexto de la reivindicación de la equidad de género y la dualidad paritaria. Se apela al chacha-warmi para reivindicar la equidad de género como forma de vida entre mujeres y hombres, y alcanzar el equilibrio y la armonía de la convivencia humana. 
El modelo del sistema político andino se sustenta en el ejercicio alternativo del poder local y en torno a la representación de la pareja (chacha/warmi) y está basado en un pensamiento ideológico comunitario de unidad y hermandad, necesario para que el sistema de administración del poder político haga cumplir el principio de equilibrio entre el género masculino y femenino en todas las instancias y en todo ámbito.
«El género es fundamental en el área andina porque todo es par, todo tiene una pareja y es complementario, es una filosofía natural andina» explica la comunicadora Marianela Díaz investigadora y autora de la tesis “Desarrollo Chachawarmi, lógicas de género en el empoderamiento de la comunidad aymara de Corpa Machaca".

## Monumentos "chacha warmi"
En Bolivia, en el marco de los llamados "procesos de descolonización y despatriarcalización" iniciados con la constitución de 2009 de Bolivia se están creando nuevos monumentos en el país cuyos protagonistas son una reivindicación a este principio de dualidad chacha-warmi en el que si visibiliza a las mujeres indígenas que también lucharon:  Túpac Katari-Bartolina Sisa; Túpac Amaru-Micaela Bastidas; Zárate Willca-Aida Aguilar, etc.

## Bolivia
El gobierno de Evo Morales en Bolivia estableció el concepto de chacha-warmi para desarrollar políticas de equidad de los sexos en un lenguaje de «descolonización», en la constitución de 2009.